# 日本消化吸収学会
特定非営利活動法人日本消化吸収学会（にほんしょうかきゅうしゅうがっかい、英文名 The Japanese Society of Digestion and Absorption）は、消化吸収に関する諸問題の研究・進歩発展を図ることを目的とする学会。1970年、消化吸収研究会として発足、1985年に日本消化吸収学会へと発展改称。
事務所を東京都板橋区大谷口上町30-1日本大学医学部第3内科医局内に置いている。 

## 事業
- 学術集会の開催、会誌その他研究資料の刊行、日本国内外の関係学術団体との連絡・知見の交換、若手研究者を対象に学会賞表彰など[1]。

## 機関誌
- 『消化と吸収』 年2回